# Miwok

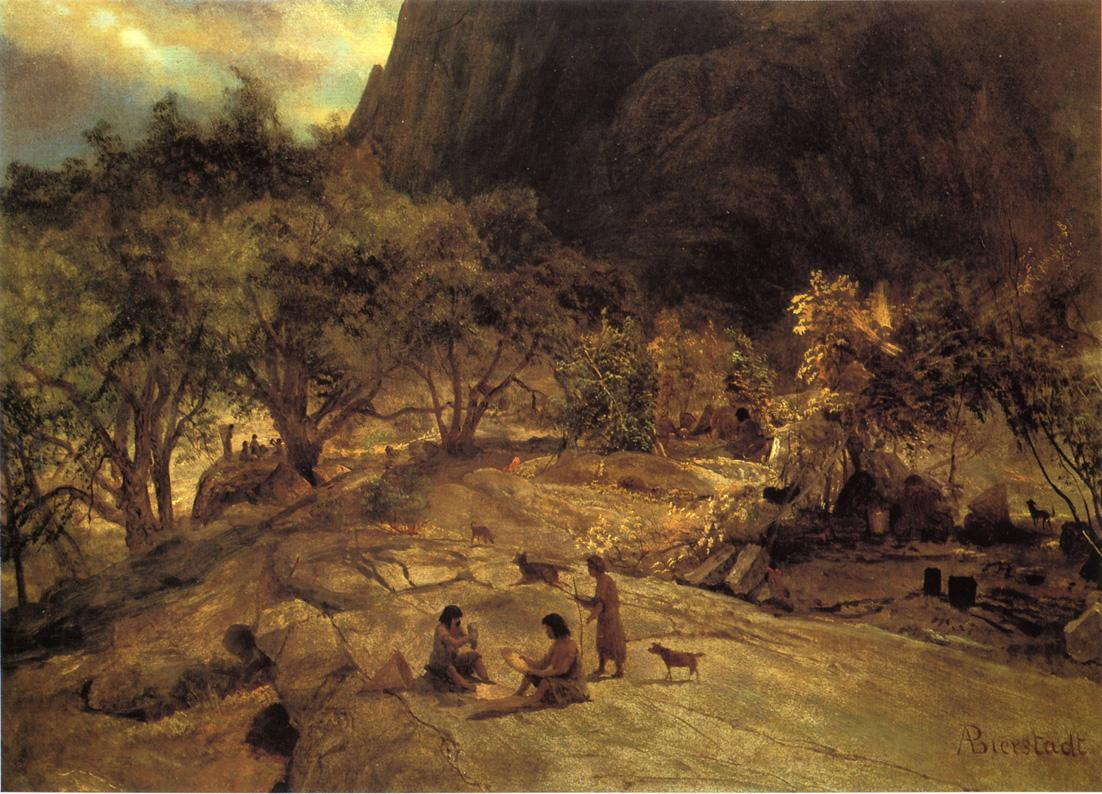
Albert Bierstadt
Accampamento Miwok Mariposa nella Yosemite Valley
ca 1872

i Miwok (chiamati anche Miwuk, Mi-Wuk, o Me-Wuk) sono dei Nativi americani originari della California settentrionale che condividono una lingua comune compresa nella famiglia Utian.

## Sottogruppi
Gli antropologi suddividono i Miwok in quattro categorie geografiche e culturali:
- I Miwok della prateria, abitanti della Sierra Nevada, della Valle del Sacramento e della Valle di San Joaquin.
- I Miwok della costa, presenti nella contemporanea Contea di Marin e della parte meridionale della Contea di Sonoma.
- I Miwok fluviali, nativi della Contea di Lake.
- I Miwok delle spiagge, stabiliti nella Contea di Contra Costa.

Queste distinzioni non erano utilizzate tra i nativi prima dell'arrivo degli europei.

## Storia
L'antropologo Otto von Sadovszky ipotizzò che i Miwok assieme ad altre tribù nord-californiane discendessero dai Siberiani arrivati nella zona 3.000 anni prima.

## Cultura

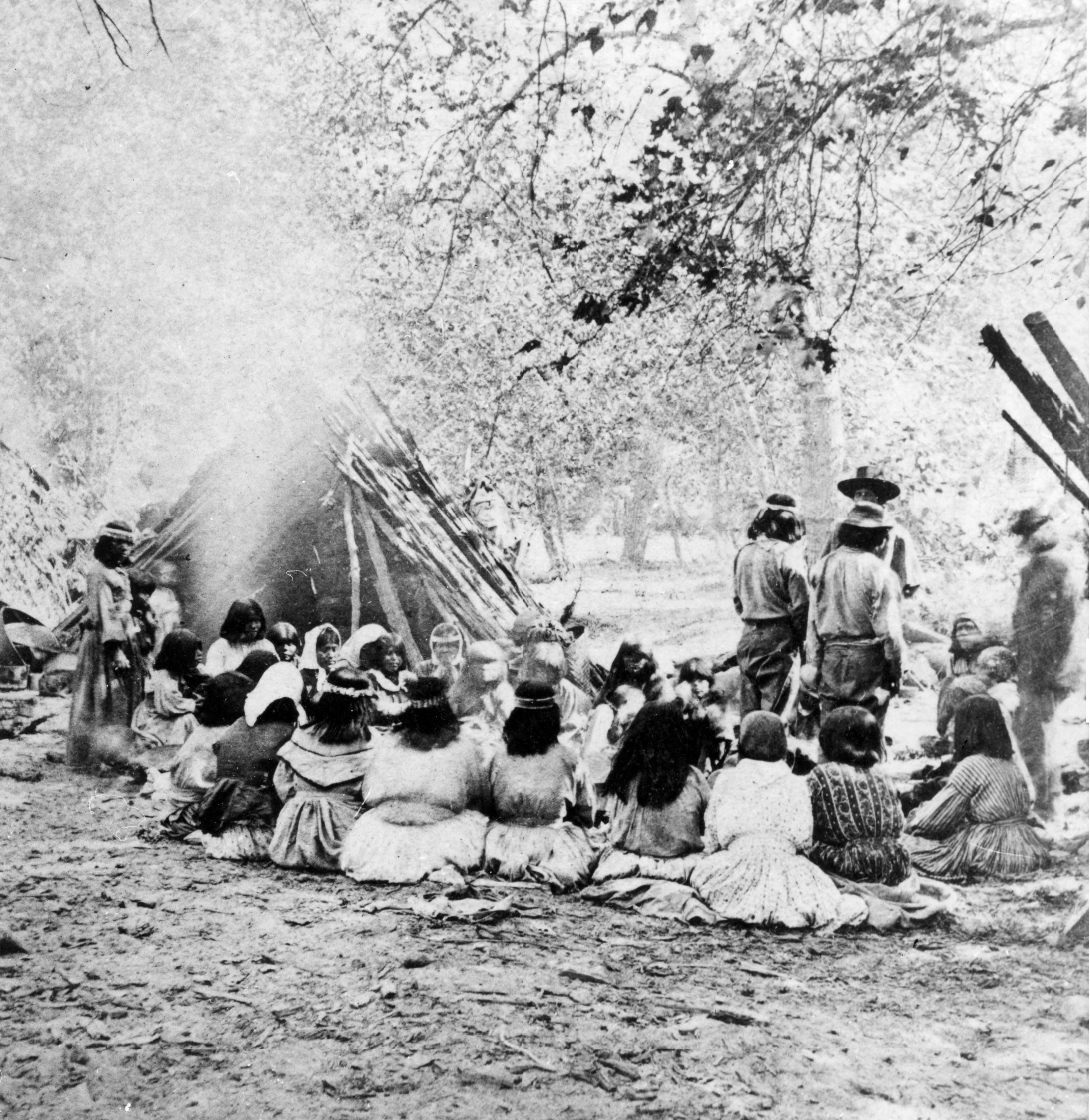
Una foto di un consiglio Miwok nel 1872

I Miwok vivevano in piccole bande decentralizzate prima dell'arrivo degli europei nel 1769. Erano cacciatori-raccoglitori, ma coltivavano tabacco e addomesticavano cani.

### Cucina
Nelle valli raccoglievano le ghiande delle querce nere californiane e ricavavano molluschi dallo Stanislaus river. 

### Religione
La loro mitologia è simile a quella degli altri nativi nord-californiani. Avevano dei totem animali associati a turno alla terra o all'acqua, legati al culto dei predecessori.

## Popolazione
Nel 1770, secondo lo storico Alfred L. Kroeber vivevano circa 11.000 membri della tribù in California. Il censimento del 1910 dichiarò 671 Miwok totali e, secondo quello del 1930, 491 in tutto.Al giorno d'oggi, vivono 3.500 Miwok.